# マルジャニシヴィリ駅
マルジャニシヴィリ駅（マルジャニシヴィリえき、グルジア語: მარჯანიშვილი、グルジア語ラテン翻字: Marjanishvili）は、ジョージアのトビリシ地下鉄1号線の駅である。
1966年1月11日に開業。旧称、マルジャニシヴィリ広場駅（マルジャニシヴィリひろばえき、მარჯანიშვილის მოედანი、Marjanishvili Square）。
駅は建築家G・メルカゼ（გ. მელქაძე）、T.ミカシャビゼ（თ. მიქაშავიძე）、N.クヴァルツハヴァ（ნ. ქვარცხავა）、I.カブラシビリ（ი. ყავლაშვილი）によって、建設工事はトビルメトロムシェンによって行われた。駅構内には、磨かれた黒い花崗岩の床と灰色の大理石で覆われたアーチが、白いアーチと壁と対照的に設計されている。待合ホールの端の壁には、駅名の由来となったジョージアの演劇監督であるコテ・マルジャニシヴィリの胸像がある。